# Begonia sciaphila
Begonia sciaphila là một loài thực vật có hoa trong họ Thu hải đường. Loài này được Gilg ex Engl. mô tả khoa học đầu tiên năm 1921.